# Jacques de Luxembourg-Ligny
Jacques de Luxembourg-Ligny, seigneur de Richebourg, né vers 1420 et mort le 20 août 1487 à Mantes, est un membre de la Maison de Luxembourg qui s'illustra au service de Charles le Téméraire puis de Louis XI.

## Biographie
Jacques est fait chevalier après la bataille de Gavere, le 23 juillet 1453. Il sert ensuite le duché de Bourgogne et principalement Charles le Téméraire comme lieutenant général. En 1468, il est admis au sein de l'Ordre de la Toison d'or.
Lorsque son frère Louis de Luxembourg-Saint-Pol, connétable de France, est exécuté pour trahison en 1475, Jacques se retrouve prisonnier du roi de France. Il n'est libéré que 10 ans plus tard[réf. nécessaire], sur la promesse d'entrer au service de Louis XI. Il devient son conseiller et chambellan et est admis au sein de l'Ordre de Saint-Michel. Son passage au service du royaume de France entraîna son exclusion en 1481 de l'Ordre de la Toison d'Or.

## Famille
Il est le fils de Pierre Ier de Luxembourg-Saint-Pol, comte de Saint-Pol et de Marguerite des Baux (1394-1469), fille de François des Baux, duc d'Andria, comte de Montescaglioso et de Squillace. Son nom vient du fait qu'il était un descendant de 7e génération de Henri V, comte de Luxembourg, appartenant donc à la branche française de la maison de Luxembourg.
Il épouse Jeanne, comtesse de Sarrewerden et de Moers, puis Isabelle de Roubaix (14 août 1415 - 7 juin 1498), fille de Pierre de Roubaix.
Cinq enfants sont nés de ces mariages :
1. François ;
2. Charles (mort jeune) ;
3. Isabelle, dame de Richebourg, épouse en  1495 Jean de Melun, seigneur d’Antoing, (mort en 1502) ;
4. Yolande (morte en 1534), dame de Roubaix, épouse Nicolas de Werchin, baron de Werchin et de Cysoing (mort en 1513) ;
5. Louise (morte en 1518), ∞ 1) Jean de Ghistelles, seigneur de Dudzele (mort en 1506), 2) Antoine de Croÿ, seigneur de Sempry (mort en 1545), chevalier de la Toison d'Or.

Le corps de ce seigneur de Richebourg, fut enterré comme d'autres membres de sa lignée dans le chœur de l'Abbaye de Cercamp à Frévent en Artois.

## Sources
- (de) Cet article est partiellement ou en totalité issu de l’article de Wikipédia en allemand intitulé « Jacques de Luxembourg-Ligny » (voir la liste des auteurs).
- Raphael de Smedt (Hrsg.): Les chevaliers de l’ordre de la Toison d’or au XVe siècle: notices bio-bibliographiques. Francfort 2000,  (ISBN 3-631-36017-7), S. 157–159 (Kieler Werkstücke. D 3).
- Jacques Paviot, Jacques de Luxembourg. Politique et culture chez un grand seigneur du XVe siècle, in: D. Boutet u. J. Verger (Hrsg.), Penser le pouvoir au Moyen Âge (VIIIe – XVe siècle). Études offertes à Françoise Autrand, Paris 2000, S. 327-341.